# Hopeless Fountain Kingdom
Hopeless Fountain Kingdom (estilizado como hopeless fountain kingdom.) es el segundo álbum de estudio de la cantautora estadounidense Halsey, publicado el 2 de junio de 2017 por el sello discográfico Astralwerks . Hasta ahora Hopeless Fountain Kingdom ha sido precedido por el lanzamiento digital de cuatro sencillos oficiales: «Now Or Never», «Bad at Love», «Alone» y «Strangers» . Además de dos sencillos promocionales «Eyes Closed» y «Sorry»

## Antecedentes y composición
De acuerdo con Halsey en una entrevista con la revista Rolling Stone en marzo de 2017, Hopeless Fountain Kingdom será un disco conceptual al igual que su anterior álbum Badlands. La historia se centrará en una pareja de amantes en un limbo -como reino que se conecta al escenario futurista del disco anterior: "Yo era un gran fab de los cómics de niña... una gran Marvel nerd", afirmó. En su álbum debut, ella afirma: "No se supone que es un disco de radio." A pesar de que todavía ve a sí misma como un "artista alternativo", esta vez ella espera que "Hopeless Fountain Kingdom" genere varios airplay's. "Soy más que capaz de escribir música de radio", dice, "y es de esperar que voy a poner mi dinero donde está mi boca en este álbum." En el álbum, Halsey trabajó con productores como Cashmere Cat, Greg Kurstin, entre otros.
De acuerdo a Halsey una de las canciones más difíciles de grabar fue «Lie» ya que mientras ella cantaba su exnovio Lido la veía. El 28 de junio de 2017 una persona cercana confirmó que el álbum era acerca de su ex, Lido, esto causó un gran alboroto entre sus fanes.

## Recepción

### Comentarios de la crítica
El álbum tuvo un recibimiento mixto por parte de los críticos acumulando un 66 sobre 100 en el reconocido sitio web Metacritic basado en 10 críticas profesionales.
Al igual que su primer álbum «Badlands», «Hopeless Fountain Kingdom» solo recibió una crítica negativa esta vez de parte de PopMatters comentando que el álbum es demasiado ambicioso pero no alcanza las expectativas. Fuera de esto obtuvo críticas en su mayoría mixtas, entre estas las de The New York Times y de USA Today. Comentando «Ella es una cantante fuerte pero no muy distinta, y, lo más desconcertante para alguien que posiciono una réplica genérica al centro del pop, ella es maleable. Eso quedó claro en “Closer”, su gran éxito muy mediocre golpeó el año pasado con The Chainsmokers. Y está claro en este disco, que toma prestado generosamente estilos de otros cantantes».
Rob Sheffield de la reconocida revista Rolling Stone fue el primero en publicar su crítica sobre el álbum, siendo bastante positiva otorgándole 4 estrellas sobre 5, comentando: 

«Halsey muestra todas sus salvajes ambiciones musicales en Hopeless Fountain Kingdom, un segundo álbum audaz que consolida todos los puntos fuertes de su álbum debut Badlands, lanzado en 2015».

Por su parte Allmusic le otorgó una buena calificación dándole 3.5 estrellas sobre 5 al álbum y mencionó a «Eyes Closed», «Alone», «Bad at Love» y a «Strangers» como las mejores canciones del álbum.
Rhian Daly de la revista NME le otorgó al álbum una calificación muy positiva al álbum dándole un 4/5 citando que "Hopeless Fountain Kingdom' podría ser desafiante-mente ambicioso, pero es sorprendente-mente coherente".

### Galardones
| Publicación   | Rango | Lista                         |
| ------------- | ----- | ----------------------------- |
| Billboard     | 28    | 50 Best Albums of 2017        |
| Rolling Stone | 7     | 50 Best Albums of 2017 So Far |

### Recibimiento comercial
La primera semana de lanzamiento el álbum logró vender 146,000 copias puras en todo el mundo.
En Estados Unidos durante la primera semana de su lanzamiento, el álbum logró vender 106,000 copias, debutando en el primer puesto del Billboard 200 con 76,000 copias puras y 30,000 copias de streaming, esto convirtió a Halsey en la primera artista en lograr un álbum número uno en el Billboard 200 durante 2017 y también Halsey fue la primera artista de su casa discográfica Astralwerks en conseguir un álbum en la primera posición. Mientras tanto en Canadá también debutó en el número uno con 9,500 copias vendidas durante su primera semana.
En Europa el álbum tuvo un buen recibimiento comercial debutando en el top 30 de todos los países en los que ingreso de dicho continente (a excepción de Francia y Grecia). En el Reino Unido no alcanzó el top 10 como su anterior álbum «Badlands» pero alcanzó el top 15 debutando en la posición número 12 con 7,123 copias vendidas, en Irlanda alcanzó la posición número 7 y en países como Noruega, Italia, Bélgica, Escocia y en los Países Bajos el álbum fue top 15, asimismo en Alemania debutó en la posición número 27 siendo esta su mejor posición de Halsey en dicho país.
En Oceanía el álbum debutó en la segunda posición de Australia con 4,300 copias vendidas durante su primera semana y en Nueva Zelanda exactamente en la posición número 6.
Hasta la fecha el álbum ha vendido más de 620 mil copias mundialmente.

## Promoción
El álbum está inspirado en la obra de William Shakespeare Romeo y Julieta. El video musical de «Now Or Never» fue fuertemente influenciado por la adaptación de la película de 1996 creada por Baz Luhrmann «Romeo + Juliet». El vídeo se llenó de luces de neón y la firma estética visual de Lurhman. La historia sigue a una versión intercambiado en el género de los “desafortunados amantes” siento Luna (personaje de Halsey), Romeo y Solis, Julieta.
Halsey hizo referencia al álbum por primera vez en 2014, posteando en Twitter "(and the kingdom)" y durante 2016 en su presentación en el Madison Square Garden ella puso en la pantallas la frase "you can find me in the Kingdom". En febrero, invitó a poco más de 100 fanes en Londres en una iglesia a escuchar 4 canciones del álbum.
En marzo múltiples cuentas misteriosas en Twitter conectadas a Halsey salieron a la luz, referenciando a dos personas llamadas Luna y White Nite, y dos casas una llamada "House of Angelus" y la otra "House of Aureum", en referencia a Romeo y Julieta
El álbum fue anunciado el 7 de marzo de 2017 a través de su cuenta de Twitter, junto con una fotografía de ella con una rosa, y el 23 de marzo, anunció que el álbum saldría el 2 de junio de 2017.
El 31 de marzo de 2017, Halsey publicó coordenadas de distintas partes del mundo (9), en las cuales se encontraría una USB con partes de la portada del álbum, para mediodía todos los USB's habían sido encontrados y la portada fue liberada completamente.
Durante la semana de lanzamiento Halsey se presentó en Nueva York en el programa The Today Show dando un show gratuito en el cual canta varias canciones del álbum junto a su debut «Badlands», en dicho programa Halsey tuvo como invitada especial a la cantante Lauren Jauregui con la que canto su canción Strangers.

### Gira
Hopeless Fountain Kingdom World Tour es la segunda gira musical de la cantautora estadounidense Halsey. La gira iniciara el próximo 29 de septiembre de este año en Uncasville, Estados Unidos y la primera etapa terminara el 22 de noviembre de este año en Cleveland, Estados Unidos con 30 fechas en Norteamérica anunciadas hasta ahora. La empresa encargada de la promoción de los espectáculos es Live Nation.
Además de eso Halsey también ofreció una gira promocional en Europa pasando por varios festivales de música y en 3 fechas como telonera de Justin Bieber en su Purpose World Tour.

### Sencillos
El primer sencillo fue estrenado el 4 de abril de 2017, titulado «Now Or Never» dicho sencillo alcanzó la posición número 17 del Billboard Hot 100 varias semanas después de su lanzamiento. El sencillo logró entrar a las listas de popularidad de más de 15 países de los cuales obtuvo el top 40 de ocho países, entre ellos Australia y Nueva Zelanda. El segundo sencillo «Bad at Love» fue dado a conocer vía la cuenta de Twitter de Halsey el 30 de julio de 2017 con una imagen de la portada de dicho sencillo, este logró posicionarse en el número 27 del Billboard Hot 100 y se le otorgaron certificaciones por su altas vetas en Australia, Estados Unidos y Canadá. El tercer sencillo «Alone» fue lanzado el 15 de marzo de 2018 como un remix en colaboración de los raperos Big Sean y Stefflon Don, Finalmente en junio de 2018 Halsey confirmó «Strangers» como el último sencillo de era con la participación de Lauren Jauregui, originalmente fue lanzado como sencillo promocional del álbum en mayo de 2017. Esta canción logró entrar en la posición número 100 en el Billboard Hot 100.
El 4 de mayo, fue lanzado un sencillo promocional titulado «Eyes Closed» en el programa radial Apple Music's Beats 1 a lo largo de una entrevista con el presentador Zane Lowe y director Baz Luhrmann , siendo posteriormente lanzado como descarga musical y subido a las plataformas de stream.

## Lista de canciones
Las canciones en la versión Deluxe fueron re-ordenadas para que estuviera clara la historia que quiere contar el álbum. La lista de canciones fue revelada oficialmente el 29 de abril de 2017 por "The Kingdom Times" así mismo también fue publicado en la cuenta de Instagram de Halsey.
- Edición estándar

| hopeless fountain kingdom |                                   |                                                                   |                                         |          |  |
| N.º                       | Título                            | Escritor(es)                                                      | Productor(es)                           | Duración |  |
| 1.                        | «The Prologue»                    | Ashley Frangipane, Peder Losnegård, Chris Braide                  | Lido                                    | 1:47     |  |
| 2.                        | «100 Letters»                     | Frangipane, Eric Frederic                                         | Ricky Reed                              | 3:29     |  |
| 3.                        | «Eyes Closed»                     | Frangipane, Abel Tesfaye, Benny Blanco, Cashmere Cat, Happy Pérez | Ricky Reed, Carter                      | 3:22     |  |
| 4.                        | «Alone»                           | Frangipane, Frederic, Dan Wilson, Josh Carter, Anthony Hester     | Ricky Reed, Carter                      | 3:25     |  |
| 5.                        | «Now Or Never»                    | Frangipane, Benny Blanco, Cashmere Cat, Happy Pérez               | Benny Blanco, Cashmere Cat, Happy Pérez | 3:34     |  |
| 6.                        | «Sorry»                           | Frangipane, Greg Kurstin                                          | Kurstin                                 | 3:40     |  |
| 7.                        | «Good Mourning»                   | Frangipane, Losnegård                                             | Lido                                    | 1:07     |  |
| 8.                        | «Lie» (con Quavo)                 | Frangipane, Losnegård, Quavious Marshall                          | Lido                                    | 2:29     |  |
| 9.                        | «Walls Could Talk»                | Frangipane, Losnegård                                             | Lido                                    | 1:41     |  |
| 10.                       | «Bad At Love»                     | Frangipane, Frederic, Justin Tranter, Rogét Chahayed,             | Ricky Reed, Chahayed                    | 3:01     |  |
| 11.                       | «Strangers» (con Lauren Jauregui) | Frangipane, Kurstin                                               | Kurstin                                 | 3:41     |  |
| 12.                       | «Devil In Me»                     | Frangipane, Sia Furler, Kurstin                                   | Kurstin                                 | 4:09     |  |
| 13.                       | «Hopeless» (con Cashmere Cat)     | Frangipane, Levin, Høiberg, Joshua Coleman                        | Benny Blanco, Cashmere Cat              | 3:07     |  |
| 38:32                     |                                   |                                                                   |                                         |          |  |

- Edición especial

| hopeless fountain kingdom — Deluxe Edition |                                   |                                                               |                                         |          |  |
| N.º                                        | Título                            | Escritor(es)                                                  | Productor(es)                           | Duración |  |
| 4.                                         | «Heaven in Hiding»                | Frangipane, Kurstin                                           | Kurstin                                 | 3:27     |  |
| 5.                                         | «Alone»                           | Frangipane, Frederic, Dan Wilson, Josh Carter, Anthony Hester | Ricky Reed, Carter                      | 3:25     |  |
| 6.                                         | «Now Or Never»                    | Frangipane, Benny Blanco, Cashmere Cat, Happy Pérez           | Benny Blanco, Cashmere Cat, Happy Pérez | 3:34     |  |
| 7.                                         | «Sorry»                           | Frangipane, Greg Kurstin                                      | Kurstin                                 | 3:40     |  |
| 8.                                         | «Good Mourning»                   | Frangipane, Losnegård                                         | Lido                                    | 1:07     |  |
| 9.                                         | «Lie» (con Quavo)                 | Frangipane, Losnegård, Quavious Marshall                      | Lido                                    | 2:29     |  |
| 10.                                        | «Walls Could Talk»                | Frangipane, Losnegård                                         | Lido                                    | 1:41     |  |
| 11.                                        | «Bad at Love»                     | Frangipane, Frederic, Tranter, Chahayed                       | Ricky Reed, Chahayed                    | 3:01     |  |
| 12.                                        | «Don't Play»                      | Frangipane, Losnegård                                         | Lido                                    | 3:30     |  |
| 13.                                        | «Strangers» (con Lauren Jauregui) | Frangipane, Kurstin                                           | Kurstin                                 | 3:41     |  |
| 14.                                        | «Angel on Fire»                   | Frangipane, Kurstin                                           | Kurstin                                 | 3:14     |  |
| 15.                                        | «Devil in Me»                     | Frangipane, Sia Furler, Kurstin                               | Kurstin                                 | 4:09     |  |
| 16.                                        | «Hopeless» (con Cashmere Cat)     | Frangipane, Levin, Høiberg, Coleman                           | Levin, Høiberg                          | 3:07     |  |
| 48:43                                      |                                   |                                                               |                                         |          |  |

Samples
- «Alone» contiene sampling de la canción «Nothing Can Stop Me» escrita por Tony Hester y grabada por Marilyn McCoo y Billy Davis Jr.

## Créditos y personal
| Intérpretes y músicos - Halsey – vocales - Quavo – vocales (track 9) - Lauren Jauregui – vocales (track 13) - Cashmere Cat – colaboración (track 16), instrumentos (tracks 3, 6, 16), keyboards (tracks 3, 6, 16) - Kiara Ana – viola (tracks 1, 8–10) - Benny Blanco – instrumentos (tracks 3, 6, 16), keyboards (tracks 3, 6, 16) - Rogét Chahayed – instrumentos (track 11) - Dante Frangipane – palabras habladas (track 8) - Ezra Kurstin – voces (track 13) - Greg Kurstin – batería (tracks 4, 13–15), guitarra (tracks 4, 7, 13–14), keyboards (tracks 4, 13–15), mellotron (track 7), piano (tracks 7, 15), chamberlin (track 7), rhodes (track 15) - Lido – instrumentos (tracks 1, 8–10, 12), keyboards (tracks 1, 8–10, 12) - Alexandra McKoy – palabras habladas (track 8) - Happy Pérez – instrumentos (tracks 3, 6), guitar (tracks 3, 6) - Ricky Reed – instrumentos (tracks 2, 5, 11) - Starrah – Voces de fondo (track 6) - Chyrsanthe Tan – violín (tracks 1, 8–10) - Adrienne Woods – violonchelo (tracks 1, 8–10) | Producción - Halsey – productora ejecutiva - Benny Blanco – producción (tracks 3, 6, 16), programación (tracks 3, 6, 16) - Julian Burg – grabación (tracks 4, 7, 13–15) - Josh Carter – coproducción (track 5), programación (track 5) - Cashmere Cat – producción (tracks 3, 6, 16), programación (tracks 3, 6, 16) - Rogét Chahayed – producción adicional (track 11) - Chris Gehringer – masterización - Serban Ghenea – mezcla - John Hanes – ingeniería en mezcla - Seif Hussain – coordinación de la producción (tracks 3, 6, 16) - Greg Kurstin – producción (tracks 4, 7, 13–15), grabación (tracks 4, 7, 13–15), programación del tambor (tracks 4, 13–15) - Lido – producción (tracks 1, 8–10, 12), grabación (tracks 1, 8–10, 12), programación (tracks 1, 8–10, 12) - Andrew Luftman – coordinación de la producción (tracks 3, 6, 16) - Alex Pasco – grabación (tracks 4, 7, 13–15) - Happy Pérez – producción (tracks 3, 6), programación (tracks 3, 6) - Ricky Reed – producción (tracks 2, 5, 11), programación (tracks 2, 5, 11) - Dave Schwerkolt – grabación (tracks 3, 6, 16) - Ben Sedano – grabación (tracks 1, 8–10, 12) - Sarah Shelton – coordinación de la producción (tracks 3, 6, 16) - Ethan Shumaker – grabación (tracks 2, 5, 11) | Diseño y mánagers - Jason Aron – mánager - Anthony Li – mánager - Martha Braithwaithe – asuntos de negocios - Ryan Del Vecchio – administración de A&R - David Helfer – asuntos de negocios - Garrett Hilliker – dirección de arte - Jeremy Vuernick – A&R - Brian Ziff – fotografías |

## Posicionamiento en listas

### Semanales
| Alemania          | Media Control Charts         | 27 |
| Australia         | ARIA Albums Chart            | 2  |
| Austria           | Austrian Albums Chart        | 20 |
| Bélgica (Flandes) | Ultratop 200 Albums          | 14 |
| Bélgica (Valona)  | Ultratop 200 Albums          | 64 |
| Canadá            | Canadian Albums              | 1  |
| Dinamarca         | Danish Albums Chart          | 24 |
| Escocia           | Scottish Albums Chart        | 13 |
| España            | PROMUSICAE                   | 13 |
| Estados Unidos    | Billboard 200                | 1  |
| Estados Unidos    | Top Albums Sales             | 1  |
| Finlandia         | Suomen virallinen lista      | 17 |
| Francia           | Top 200 Albums               | 83 |
| Grecia            | Greek Albums Chart           | 26 |
| Irlanda           | Top 100 Artist Album         | 7  |
| Italia            | Classifica FIMI Album        | 15 |
| Noruega           | Top 40 Albums                | 11 |
| Nueva Zelanda     | NZ Top 40 Albums             | 6  |
| Países Bajos      | Album Top 100                | 15 |
| Portugal          | Portuguese Albums Chart      | 16 |
| Polonia           | Polish Albums Chart          | 22 |
| Reino Unido       | Top 40 Official Albums Chart | 12 |
| República Checa   | ČNS IFPI                     | 20 |
| Suecia            | Sverigetopplistan            | 27 |
| Suiza             | Schweizer Hitparade          | 24 |

### Fin de año
| Australia      | Australian Albums Chart | 81  |
| Bélgica        | Ultratop Flanders       | 194 |
| Estados Unidos | Billboard 200           | 61  |

### Certificaciones
| Territorio     | Organismo certificador | Certificación | Ventas certificadas | Ref.          |
| -------------- | ---------------------- | ------------- | ------------------- | ------------- |
| Brasil         | PMB                    | Oro           | 20 000              | [ 61 ]        |
| Canadá         | Music Canada           | Oro           | 40 000              | [ 62 ] [ 63 ] |
| Chile          | IFPICH                 | Platino       | 10 000              | [ 64 ]        |
| Estados Unidos | RIAA                   | Platino       | 1 000 000           | [ 65 ]        |
| Reino Unido    | BPI                    | Plata         | 60 000              | [ 66 ]        |